# Калачики (Талицький міський округ)
Кала́чики (рос. Калачики) — присілок у складі Талицького міського округу Свердловської області.
Населення — 88 осіб (2010, 110 у 2002).
Національний склад станом на 2002 рік: росіяни — 91 %.